# 泰州宫氏住宅
宫氏住宅是江苏省泰州市城中历史文化街区一处完整的明代住宅院落，位于海陵区税务桥西街78-8号，为明清泰州科举鼎盛。的望族宫姓的大宅，现存东西两路各4进，占地1483平方米，进士宅第。其中东部厅屋为明代风格，用料粗大，气派豪华。东路后3进和西部4进为清代风格，体量较小。1995年4月19日公布为第四批江苏省文物保护单位。